# Saison 3 de Broadchurch
Chronologie
Saison 2
Cet article présente les épisodes de la troisième et dernière saison de la série télévisée britannique Broadchurch.

## Synopsis
Trois ans ont passé depuis la mort de Danny Latimer et le procès de Joe Miller. Alec Hardy et Ellie Miller ont une nouvelle affaire : Patricia Winterman a été violée lors d'une soirée et les premiers éléments indiquent qu'un prédateur sexuel est dans les environs de Broadchurch.

## Distribution
- David Tennant (VF : Stéphane Ronchewski) : le capitaine Alec Hardy
- Olivia Colman (VF : Anne O'Dolan) : le lieutenant Ellie Miller
- Jodie Whittaker (VF : Julie Turin) : Beth Latimer
- Andrew Buchan (VF : Jérémy Prévost) : Mark Latimer
- Adam Wilson : Tom Miller
- Charlotte Beaumont (VF : Margaux Laplace) : Chloe Latimer
- Arthur Darvill (VF : Mathias Casartelli) : le révérend Paul Coates
- Joe Sims (en) (VF : Emmanuel Garijo) : Nigel Carter
- Carolyn Pickles (VF : Sylvie Genty) : Maggie Radcliffe
- Julie Hesmondhalgh : Patricia Winterman
- Georgina Campbell : inspecteur Katie Harford

## Liste des épisodes

### Épisode 1:Épisode 3.1
- Royaume-Uni : 27 février 2017
- France : 23 octobre 2017 sur France 2

Alec Hardy et Ellie Miller sont appelés un lundi soir sur une affaire délicate : Patricia Winterman, caissière dans une supérette, affirme avoir été frappée, ligotée et violée. Les deux policiers accompagnent la victime pendant toute la procédure visant à récupérer les premiers éléments de l'enquête : déposition, prélèvements, soutien psychologique... Hardy remarque rapidement que les blessures semblent dater d'au moins deux jours. Au matin, en ramenant Patricia Winterman chez elle, Hardy commence à fouiller la maison et a confirmation de ses soupçons : l'agression a eu lieu le samedi soir, lors de la fête d'anniversaire de son amie et collègue Cath Atwood. Touchée par la détresse de la victime qui vit seule et ne veut pas encore confier son histoire à son entourage, Ellie Miller lui donne son numéro de téléphone personnel, un geste que Hardy désapprouve, plus préoccupé par le fait qu'elle ait attendu deux jours avant de signaler son agression. Les services sociaux transmettent à Patricia le numéro d'une nouvelle assistante qui va l'accompagner, Beth Latimer. Celle-ci vit séparée de Mark, qui vit mal la publication d'un livre sur le meurtre de Danny, mais ils restent en bons termes pour leurs enfants.

Hardy et Miller se rendent au manoir où a eu lieu la soirée d'anniversaire et parviennent à trouver les premiers éléments (une pierre qui a servi à assommer Patricia et un morceau d'emballage de préservatif) indiquant que l’agression aurait eu lieu près d'une petite chute d'eau dans le parc du lieu. En prévenant Cath Atwood de l’absence de son amie, celle-ci comprend vite de quoi il retourne et prévient son mari Jim. Ellie est appelée en urgence au lycée de son fils, surpris à regarder des films pornographiques dans l’établissement.

### Épisode 2:Épisode 3.2
- Royaume-Uni : 6 mars 2017
- France : 23 octobre 2017 sur France 2

Malgré une équipe minimale au regard du nombre de suspects, Hardy et Miller commencent leur enquête et remontent le parcours de Trish Winterman le jour de son agression et établissent une première liste des suspects en rassemblant les noms de toutes les personnes présentes à la soirée d'anniversaire de Cath Atwood. Hardy veut accélérer le processus dans l'enquête en réalisant au plus vite la déposition de la victime, afin de contenir la propagation des rumeurs et d'arrêter le violeur avant qu'il ne recommence ; Miller demande donc à Beth, chargée d'accompagner Trish, de la convaincre pour réaliser la déposition le jour même. Les deux policiers remarquent également que Katie Harford, nouvelle agente de la brigade, se montre tendue et impertinente. Hardy et Miller rencontrent Ian Winterman, le mari de Trish dont elle est séparée, et Lucas, le chauffeur de taxi qui a amené Trish à la soirée ; tous deux décrivent Trish comme une femme vivant une vie dissolue depuis qu'elle est seule, et les deux hommes évitent le prélèvement ADN. Finalement, Trish accepte de faire sa déposition : elle est venue en taxi, a beaucoup bu jusqu'à son agression. Elle avoue également avoir eu une relation sexuelle non protégée avec un homme le matin avant la fête mais ne révèle pas le nom. Le soir, la police publie son communiqué révélant l'agression sexuelle et l'entourage de Trish comprend qu'elle est la victime. Quand Katie Harford voit le nom d'Ed Burnett parmi les suspects, elle le prévient secrètement car elle est sa fille. De retour chez elle, Trish reçoit un SMS menaçant d'un numéro inconnu.

### Épisode 3:Épisode 3.3
- Royaume-Uni : 13 mars 2017
- France : 30 octobre 2017 sur France 2

Trish montre le SMS anonyme qu'elle a reçu à Hardy et Miller, qui récupèrent le téléphone pour l'analyser. Hardy s'interroge encore sur les secrets que la victime garde, comme le nom de l'homme avec qui elle a couché le matin avant son agression. Deux suspects se détachent : Ed Burnett, le patron de la supérette où travaille la victime et qui semble s'être disputé avec plusieurs personnes, mais surtout Clive Lucas, le chauffeur de taxi qui a menti sur sa soirée. Les policiers découvrent la vérité sur le conducteur : il a déjà reçu une plainte de la part d'une cliente pour son comportement et sa femme, avec qui il s'est marié jeune, le sait infidèle. En secret, Ian demande à son ami Jim de le couvrir : il a menti à la police, s'étant soûlé pendant la soirée dont il n'a aucun souvenir.
La nouvelle du viol de Trish commence à se répandre dans l’entourage de Trish et les doutes s'installent dans les couples.

Miller parvient à arracher à Hardy les raisons de son retour sur Broadchurch : il a tenté de reconstruire son mariage, en vain, et quand sa fille Daisy a commencé à avoir des ennuis, il a décidé de l'emmener avec lui.

### Épisode 4:Épisode 3.4
- Royaume-Uni : 20 mars 2017
- France : 30 octobre 2017 sur France 2

Pour une reconstitution, Patricia accepte de revenir au cottage où a eu lieu la soirée. Des bribes de souvenirs lui reviennent, comme avoir croisé Ed Burnett et avoir été éblouie par une forte lumière pendant son agression. Katie Harford trouve un nouveau suspect : Aaron Mayford, un informaticien déjà arrêté pour viol, mais malgré son absence d'alibi, il nie être l'agresseur, la victime étant trop âgée pour lui. Hardy décide néanmoins de le faire surveiller par Harford.

Cath Atwood décide d'organiser un match de foot pour inviter Patricia à sortir de chez elle et reprendre sa vie. Pendant le match, Hardy et Miller ont l'occasion d'observer les relations tendues d'Ed Burnett avec l'entourage de Cath.

Les premières analyses tombent : Hardy et Miller découvrent que l'homme avec qui Trish a couché le matin de l’agression est Jim Atwood, le mari de sa meilleure amie. Le couple Atwood s'est en effet érodé et les deux amants reconnaissent que c'était une erreur. Quant au SMS anonyme, c'est Sarah, la petite amie de Ian Winterman, qui l'a envoyé depuis l'ordinateur de Ian, mais le message n'aurait rien à voir avec le viol. Il reste à retrouver qui a envoyé le bouquet de fleurs à Trish. Plus tard, une femme se présente au bureau de police : en lisant l'article sur le viol de Trish, elle a reconnu le mode opératoire de celui qui l'a violé deux ans auparavant, un acte dont elle n’a jamais parlé.

### Épisode 5:Épisode 3.5
- Royaume-Uni : 27 mars 2017
- France : 6 novembre 2017 sur France 2

Le témoignage de Laura Benson, la victime de viol venue révéler son agression deux ans après, montre de nombreuses similitudes avec celui de Trish Winterman. L'agent Harford trouve de nouveaux éléments impliquant Aaron Mayford, qui est mis en garde à vue, et quand Hardy et Miller prennent sa déposition pour le soir du viol de Trish Winterman, ils ont rapidement la preuve qu'il ment. Cependant, la superviseure de Beth Latimer vient révéler qu'une des victimes dont elle s'est occupée lui avait également confié son viol, dans des circonstances similaires mais à une époque où Mayford était en prison. Mayford est donc libéré faute d'éléments suffisants, mais il n'est pas innocenté pour autant. Hardy décide de poursuivre l’investigation sur Leo Humphries, un jeune qu'il a repéré au match de foot et dont le comportement lui a paru suspect. Avec Miller, il parvient à voir que son alibi ne tient pas. Plus tard, le propriétaire du manoir où a eu lieu la fête les appelle : son chien a retrouvé une chaussette semblable à celle des membres du club de foot de Humphries dans son jardin.

Trish décide d'avouer à son amie Cath qu'elle a couché avec Jim le matin de sa fête. Cath n'est pas surprise, son mari l’ayant déjà trompée plusieurs fois, mais déçue et amère. Quand Cath confie ses doutes sur son couple à son patron, Ed Burnett, celui-ci se rue vers le garage de Jim et le frappe violemment. La nuit venue, Ian Winterman, qui sait son nouveau couple en crise, s'introduit dans son ancien domicile alors que sa femme et sa fille dorment.

### Épisode 6:Épisode 3.6
- Royaume-Uni : 3 avril 2017
- France : 6 novembre 2017 sur France 2

Avec l'agression de Jim Atwood, Ed Burnett est arrêté. Rapidement, Hardy et Miller trouvent des éléments confondants : il utilise du fil de pêche bleu pour attacher ses légumes, a envoyé le bouquet de fleurs anonymement à Trish, a un passé trouble et harcèle depuis des années Trish en la prenant en photo à son insu. Mais Katie Harford finit par révéler qu'elle est la fille de Burnett et aussitôt le risque de voir l’affaire compromise fait enrager Hardy. Harford est suspendue. De son côté, Beth Latimer rencontre la 3e victime de viol et tente de la convaincre de témoigner quand Miller fait une déclaration annonçant la possibilité qu'un violeur récidiviste soit en liberté.

Miller découvre que son fils a récupéré son téléphone et du contenu pornographique. Il finit par lui avouer que c'est Michael Lucas, le fils adoptif de Clive Lucas, qui lui a donné les vidéos qu'il tient de son père. Avec Hardy, elle parvient également à récupérer l'ordinateur portable de Trish Winterman que son mari Ian a subtilisé pendant la nuit mais dont il n'a pas pu faire supprimer les données qu'il souhaitait, car Leo Humphries, qui devait le faire, est surveillé par la police.

### Épisode 7:Épisode 3.7
- Royaume-Uni : 10 avril 2017
- France : 13 novembre 2017 sur France 2

Mark Latimer a été retrouvé en mer et sauvé. Beth veut se montrer compatissante, mais confie au révérend Coates qu'elle est lassée de l'égoïsme de son mari. Quand la nouvelle s'ébruite, Maggie Radcliffe refuse de publier une ligne à ce sujet et, devant la pression imposée par sa rédactrice en chef, préfère démissionner.

Ed Burnett reste suspect pour Hardy mais, faute de preuves, il le libère de sa garde à vue avec interdiction de s'approcher de la famille Winterman. Ian Winterman avoue quant à lui qu'il voulait récupérer l'ordinateur de Trish Winterman pour supprimer le logiciel espion qu'il a fait installer pour surveiller sa femme. Mais le meilleur suspect pour Miller et Hardy reste Jim Atwood, seule personne à pouvoir être reliée aux trois agressions sexuelles qu'on leur a rapportées. Jim est donc placé en garde à vue et Cath réalise qu'elle n'est même pas surprise. Elle retrouve une boîte de préservatifs dans la voiture de son mari, de la même marque que ceux utilisés par le violeur de Trish. Jim avoue alors avoir couché avec une des serveuses dans le parc pendant la soirée d'anniversaire de sa femme, sans montrer de regret. Hardy, déjà tendu par la décision de sa fille Daisy de quitter Broadchurch, exprime son dégoût. Cependant, la serveuse admettra qu'ils ont flirté mais ils n'ont pas eu de rapport sexuel. L'analyse ADN de la chaussette arrive enfin, portant les traces de salive de Trish mais aussi l’ADN de l’agresseur.

### Épisode 8:Épisode 3.8
- Royaume-Uni : 17 avril 2017
- France : 13 novembre 2017 sur France 2

L'ADN retrouvé sur la chaussette est celui de Clive Lucas. Hardy veut l’arrêter sur le champ mais au même moment, Harford appelle Miller pour la prévenir qu'Ed Burnett a retrouvé la bobine de fil utilisée pour ligoter Trish Winterman, cachée près de son magasin mais qu'il n'est pas impliqué. La femme de Lucas a retrouvé plusieurs trousseaux de clés dont celui de Trish Winterman dans un tiroir fermé. Clive Lucas se mure dans le silence, Hardy et Miller doivent donc rassembler les éléments seuls.

Sous la pression, Ed Burnett finit par expliquer les raisons de son comportement : pendant la soirée, il avait entendu l'agression de Trish mais il n'était pas intervenu, ignorant tout de la réalité de la situation. La vidéosurveillance du magasin révèle que c'est Leo Humphries qui a caché le sac avec la bobine de fil. Comme Leo et Clive se connaissent pour être dans le même club de football, le lien commence à se faire et Hardy propose un marché à Clive Lucas, qui avoue avoir ramené en ville Leo Humphries accompagné de son fils adoptif Michael.
Leo est mis en garde à vue et Michael avoue tout. Depuis longtemps maltraité par son père adoptif, Michael n'avait que pour seul ami Leo Humphries, d'abord sympathique puis montrant rapidement des traits de perversion narcissique. Leo lui a ainsi permis de coucher avec sa petite amie puis a eu l'idée de s'inviter à la soirée de Cath Atwood, « préparé » avec du fil, des gants en latex et des préservatifs. Lorsque Trish s'est éloignée pour fumer une cigarette, Leo l’a assommée, ligotée puis a forcé Michael à la violer pendant qu'il filmait avec un téléphone portable. Le téléphone est retrouvé, contenant les vidéos des viols de Trish Winterman, Laura Benson et deux autres femmes. Pendant son interrogatoire, Leo Humphries avoue les viols, sans montrer de remords ou de considération pour ses victimes. Clive veut être accusé à la place de Michael, s'estimant responsable. Au matin, Miller se charge d'annoncer la nouvelle de l'inculpation de Michael Lucas et Leo Humphries à Trish Winterman, qui n'était donc qu'une victime des circonstances.

La même nuit, Beth et Mark Latimer passent la nuit à parler de leur relation, et admettent que s'ils ont encore des sentiments mutuels, l'histoire de leur couple était finie bien avant la mort de Danny.